# Eclipse del darwinismo
«El eclipse del darwinismo» —en inglés The eclipse of Darwinism— fue una frase utilizada por Julian Huxley para describir la situación previa a la síntesis evolutiva moderna en que la evolución fue ampliamente aceptada en los círculos científicos, pero relativamente pocos biólogos creían que la selección natural era el mecanismo principal. Los historiadores de la ciencia como Peter J. Bowler la utilizaron como etiqueta para el periodo dentro de la historia del pensamiento evolutivo desde la década de 1880 a través del primeras décadas del siglo XX, cuando se desarrolló y exploró una serie de alternativas a la selección natural, porque muchos biólogos consideraban que la selección natural era una suposición errónea por parte de Charles Darwin, y otros sentían que tenía una importancia relativamente menor. Se ha propuesto el término alternativo «la interfase del darwinismo» para evitar la implicación incorrecta de que el supuesto eclipse fue precedido por una vigorosa investigación darwiniana.
Había cuatro principales alternativas a la selección natural en el siglo XIX. La evolución teísta es la creencia de que la evolución está guiada directamente por Dios. La idea de que la evolución se debió a la herencia de características adquiridas durante la vida del organismo se llama neolamarckismo. Ortogénesis fue la creencia de que los organismos se vieron afectados por fuerzas internas o leyes de desarrollo que impulsaron la evolución en determinadas direcciones. Finalmente, el saltacionismo era la idea de que la evolución era en gran parte el producto de mutaciones que crearon grandes nuevas especies en un solo paso.
La evolución teísta desapareció en gran parte de la literatura científica a finales del siglo XIX porque recurrir directamente a causas sobrenaturales llegó a ser visto como poco científico. Las otras alternativas tenían seguidores significativos hasta bien entrado el siglo XX. No fue hasta que los avances en genética los hicieron parecer cada vez más insostenibles, y el desarrollo de la genética de poblaciones y de la síntesis evolutiva moderna demostraron el poder explicativo de la selección natural, que se abandonaron en gran medida. Ernst Mayr escribió en una fecha tan tardía como 1930 que la mayoría de los libros de texto seguían poniendo énfasis en este tipo de mecanismos no darwinianos.

## Alcance
La evolución fue ampliamente aceptada en los círculos científicos unos pocos años después de la publicación de El origen de las especies, pero la aceptación de la selección natural como mecanismo de conducción fue mucho menor. A finales del siglo XIX la crítica de la selección natural había alcanzado tal punto de que en 1903 el botánico alemán Eberhardt Dennart escribió que «Ahora estamos de pie en el lecho de muerte del darwinismo», y en 1907 el entomólogo de la Universidad de Stanford Vernon Lyman Kellogg que apoyó la selección natural tuvo que admitir que «... la pura verdad es que la teoría de la selección darwiniana, considerada con respecto a su supuesta capacidad de ser una explicación mecánica suficientemente independiente de la descendencia, está hoy muy desacreditada en el mundo biológico», aunque añadió que había problemas que impedían la aceptación generalizada de cualquiera de las alternativas, pues las grandes mutaciones parecían demasiado raras y no había ninguna evidencia experimental de los mecanismos que podrían apoyar tanto al lamarckismo como a la ortogénesis. Ernst Mayr escribió que una encuesta sobre la literatura de libros de texto y la biología evolutiva mostró que en una fecha tan tardía como 1930 la creencia de que la selección natural fue el factor más importante en la evolución era un punto de vista minoritario, con sólo unos pocos genetistas de poblaciones siendo seleccionistas estrictos.

## Evolución teista
La ciencia británica se desarrolló en el siglo XIX sobre la base de la teología natural, que veía la adaptación de especies fijas, como prueba de que habían sido especialmente creadas por un propósito de designio divino. Los conceptos filosóficos del idealismo alemán inspirados en los conceptos de un plan ordenado de la creación armoniosa, que Richard Owen reconciliara con la teología natural como un patrón de homología que muestra evidencia de diseño. Del mismo modo, Louis Agassiz vio la teoría de la recapitulación como el símbolo de un patrón de la secuencia de las creaciones en las que la humanidad era el objetivo de un plan divino. En 1844 Vestiges adaptó el concepto de Agassiz en el evolucionismo teísta. Su anónimo autor Robert Chambers propuso una "ley" del desarrollo progresivo divinamente ordenado, con la transmutación de las especies como una extensión de la teoría de la recapitulación. Esto popularizó la idea, pero fue condenado enérgicamente por la comunidad científica. Agassiz mantuvo firme oposición a la evolución, y después trasladó a América en 1846 su argumento idealista, donde el diseño de un desarrollo ordenado llegó a ser muy influyente. En 1858 Owen propuso con cautela que este hecho podía ser una expresión real de una ley creativa permanente, pero se distanció de los transmutacionistas. Dos años más tarde en su revisión de Darwin sobre El origen de las especies, Owen atacó Darwin al mismo tiempo que apoyó abiertamente a la evolución, expresando que creía en un patrón de la transmutación como ley. Este argumento idealista del diseño fue tomado por otros naturalistas como George Jackson Mivart y el duque de Argyll, que rechazaron la selección natural en conjunto a favor de leyes de desarrollo que guiaban la evolución por senderos preestablecidos.
Muchos de los partidarios de Darwin aceptaron la evolución sobre la base de que se puede conciliar con el diseño. En particular, Asa Gray consideraba que la selección natural era el principal mecanismo de la evolución y trató de conciliarla con la teología natural. Propuso que la selección natural podría ser un mecanismo en el que el problema del mal del sufrimiento produce el mayor bien de la adaptación, pero reconoció que esto tenía dificultades y sugirió que Dios podía influir en las variaciones en los que la selección natural actuaba para guiar la evolución. Para Darwin y Huxley la influencia sobrenatural omnipresente estaba más allá de la investigación científica, y George Frederick Wright, un ministro ordenado que era colega de Gray en el desarrollo de la evolución teísta, hizo hincapié en la necesidad de buscar las causas secundarias o conocidas en lugar de invocar las explicaciones sobrenaturales: "Si dejamos de observar esta regla es el fin de toda ciencia y todo suena a ciencia".
Una versión secular de este naturalismo metodológico fue recibido por una generación más joven de científicos que trataron de investigar las causas naturales del cambio orgánico, y rechazó la evolución teísta de la ciencia. En 1872 el darwinismo en su sentido más amplio de la realidad de la evolución fue aceptado como punto de partida. Alrededor de 1890 solo unos cuantos hombres mayores se aferraban a la idea del diseño en la ciencia, y había desaparecido por completo de los principales debates científicos para 1900. Todavía había inquietud acerca de las implicaciones de la selección natural, y aquellos que buscan un propósito o dirección en la evolución se volvieron hacia el neo-lamarckismo o la ortogénesis que ofrecían explicaciones naturales.

## Neolamarkismo
Jean-Baptiste Lamarck había propuesto originalmente una teoría sobre la transmutación de las especies que se basaba en gran medida en una unidad progresiva hacia una mayor complejidad. Lamarck también creía, como muchos otros del momento, que las características adquiridas durante el curso de la vida de un organismo podrían ser heredadas por la siguiente generación, y vio esto como un mecanismo secundario de la evolución que produce la adaptación al medio ambiente. Por lo general, estas características incluyen los cambios causados por el uso o desuso de un órgano en particular. Fue este mecanismo de adaptación evolutiva a través de la herencia de caracteres adquiridos que mucho más tarde llegó a ser conocido como el lamarckismo. Aunque Alfred Russel Wallace rechazó completamente el concepto a favor de la selección natural, Charles Darwin siempre incluía lo que llamó Efecto del mayor uso y desuso de las partes, tal como se explica mediante la selección natural en El origen de las especies, dando ejemplos de como los grandes pájaros que se alimentan en tierra desarrollan piernas cada vez más fuertes a través del ejercicio, y sus alas se debilitan más por no volar hasta que, como el avestruz, no podían volar en absoluto.
En el siglo XIX el término «neolamarckismo» llegó a ser asociado con la posición de los naturalistas que vieron la herencia de caracteres adquiridos como el mecanismo evolutivo más importante. Los defensores de esta posición incluían al escritor británico y crítico de Darwin Samuel Butler, el biólogo alemán Ernst Haeckel, los paleontólogos estadounidenses Edward Drinker Cope y Hyatt Alfeo, y el entomólogo estadounidense Alfeo Packard. A su juicio, el lamarckismo era más progresivo y por lo tanto filosóficamente superior a la idea de Darwin de la selección natural, actuando sobre variaciones aleatorias. Butler y Cope creían que esto permitía a los organismos manejar con eficacia su propia evolución, ya que los organismos que desarrollaron nuevos comportamientos cambiarían los patrones de uso de sus órganos y por lo tanto pondrían en marcha el proceso evolutivo. Además, Cope y Haeckel creían que la evolución era un proceso progresivo. La idea de progreso lineal era una parte importante de la teoría de la recapitulación de Haeckel de la evolución, que sostenía que el desarrollo embrionario de un organismo reitera su historia evolutiva. Cope y Hyatt buscaron y pensaron que habían encontrado, los patrones de progresión lineal en el registro fósil. Packard argumentó que la pérdida de la visión de los insectos que viven en cuevas que estudió se explicaba mejor a través de un proceso lamarckiano de atrofia por desuso combinado con la herencia de los caracteres adquiridos. Packard también escribió un libro sobre Lamarck y sus escritos.
Muchos defensores norteamericanos del neolamarckismo fueron fuertemente influenciados por Louis Agassiz y algunos de ellos, incluyendo a Hyatt y Packard, fueron sus alumnos. Agassiz tenía una visión idealista de la naturaleza, vinculada a la teología natural, que hacía hincapié en la importancia del orden y el patrón. Agassiz nunca aceptó la evolución; sus seguidores sí, pero continuaron con su programa de búsqueda de patrones ordenados en la naturaleza, que se consideraban coherentes con la providencia divina, y preferían los mecanismos evolutivos, como el neolamarckismo y la ortogénesis que tenían más probabilidad de producirlos.
En Gran Bretaña, el botánico Henslow George, hijo de John Stevens Henslow que había sido el mentor de Darwin en la Universidad de Cambridge, fue un importante defensor del neolamarckismo. Realizó estudios de cómo el estrés ambiental afecta el desarrollo de las plantas, y escribió que las variaciones inducidas por factores ambientales en gran medida podrían explicar la evolución. El historiador de la ciencia Peter J. Bowler escribe que, como era típico de muchos lamarckianos del siglo XIX, Henslow no parecía comprender la necesidad de demostrar que tales variaciones inducidas por el ambiente sería heredado por los descendientes que se desarrollaron en ausencia de los factores ambientales que los producen, sino que simplemente suponen que sería así.
Los críticos del neolamarckismo señalaron que no se había producido una evidencia sólida de la herencia de caracteres adquiridos. El trabajo experimental del biólogo alemán August Weismann dio lugar a la teoría del plasma germinal de la herencia. Esto le llevó a declarar que la herencia de los caracteres adquiridos era completamente imposible, ya que la barrera Weismann impediría que la siguiente generación heredara cualquier cambio en el cuerpo que ocurriera después del nacimiento. A pesar de estas críticas, el neolamarckismo siguió siendo la alternativa más popular a la selección natural a finales del siglo XIX, y algunos naturalistas mantendrían su posición hasta bien entrado el siglo XX.

### Efecto Baldwin
Como consecuencia del debate sobre la viabilidad del neolamarckismo en la década de 1890, James Mark Baldwin, Henry Fairfield Osborne y C. Lloyd Morgan en forma independiente propusieron un mecanismo donde los nuevos comportamientos aprendidos pueden causar la evolución de los nuevos instintos y rasgos físicos a través de la selección natural sin recurrir a la herencia de los caracteres adquiridos. Propusieron que si los individuos de una especie se beneficiaron de aprender un nuevo comportamiento en particular, la capacidad de aprender el comportamiento puede ser favorecido por la selección natural, y el resultado final sería la evolución de los nuevos instintos y eventualmente nuevas adaptaciones físicas. Esto se conoció como el efecto Baldwin y se ha mantenido en debate e investigación en la biología evolutiva desde entonces.

## Ortogénesis

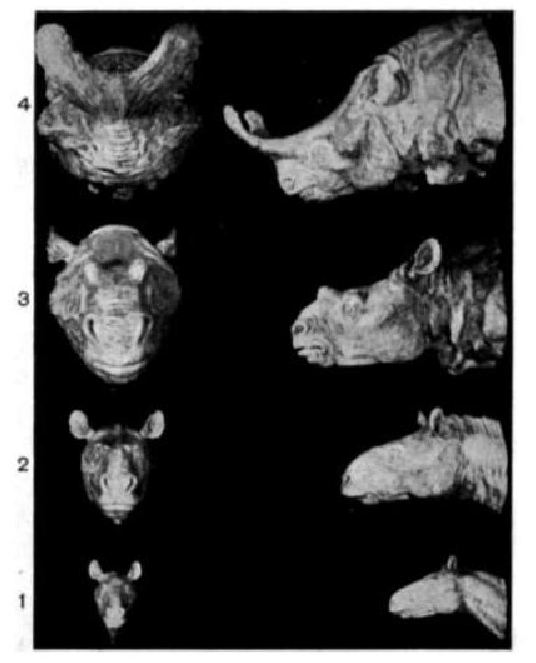
En su libro de 1918 Origin and Evolution of Life Henry Fairfield Osborn afirmaba que la evolución de los cuernos de Brontotheriidae era un ejemplo de una forma ortogenética de evolución.

La evolución ortogenética fue la hipótesis de que la vida tiene una tendencia innata a cambiar, de manera unilineal en una dirección particular. El término ortogénesis fue popularizado por Theodor Eimer, un zoólogo alemán. Eimer también creía en la herencia lamarckiana de los caracteres adquiridos, pero sentía que las leyes internas de crecimiento determinarían qué características serían adquiridas y guiaban la orientación a largo plazo de la evolución por caminos determinados.
La ortogénesis tuvo un seguimiento significativo en el siglo XIX, y sus defensores incluían al biólogo ruso Leo S. Berg y a Henry Fairfield Osborn, un paleontólogo estadounidense. La ortogénesis era particularmente popular entre algunos paleontólogos, que creían que el registro fósil mostraba patrones de cambio unidireccional gradual y constante. Los que aceptaron esta idea, sin embargo, no aceptaban necesariamente que el mecanismo era la ortogénesis de conducción teleológica (dirigida a una meta). También pensaban que las tendencias ortogenéticas no eran adaptativas. De hecho, consideraban que en algunos casos llevaron a desarrollos que eran perjudiciales para el organismo, tales como las cornamentas grandes del alce irlandés, que creían que llevaron a la extinción de la especie.
El apoyo a la hipótesis de la ortogénesis comenzó a declinar durante la síntesis evolutiva moderna en la década de 1940 cuando se hizo evidente que no podía explicar los complejos patrones de ramificación de la evolución revelados por el análisis estadístico de los registros fósiles por los paleontólogos. Unos pocos se aferraron a la idea de la ortogénesis en fechas tan tardías como la década de 1950, alegando que los procesos de macroevolución, las tendencias a largo plazo en la evolución, eran distintos de los procesos de la microevolución.

## Saltacionismo y teoría de la mutación
El saltacionismo era la idea de que las nuevas especies surgen como resultado de mutaciones de gran tamaño. Fue visto como una alternativa mucho más rápida que el concepto darwiniano de un proceso gradual de pequeñas variaciones aleatorias que actuaban por selección natural. Era popular entre los primeros genetistas como Hugo de Vries, quien junto a Carl Correns ayudaron a redescubrir las leyes de la herencia de Gregor Mendel en 1900, William Bateson, un zoólogo británico que pasó a la genética, y Thomas Hunt Morgan al principio de su carrera. Algunos de estos genetistas la convirtieron en la teoría de la mutación de la evolución.
La teoría de la mutación sostenía que pasó por períodos de rápida mutación, posiblemente como resultado del estrés ambiental, que podrían producir mutaciones múltiples, y en algunos casos especies completamente nuevas, en una sola generación. Su creador fue el botánico holandés Hugo de Vries. De Vries buscó evidencia de mutación lo suficientemente extensa como para producir una nueva especie en una sola generación y pensó que lo había encontrado con su trabajo de mejoramiento del género Oenothera, que comenzó en 1886. De Vries trabajó con plantas que parecían estar constantemente produciendo nuevas variedades con variaciones notables en la forma y el color, algunas de las cuales parecían ser nuevas especies, porque las plantas de la nueva generación solo podían cruzarse con otras y no con sus padres. De Vries permitió un papel a la selección natural en la determinación de que la nueva especie podría sobrevivir, pero algunos de los que influenciaron su trabajo, incluyendo a Morgan, consideraron que la selección natural no era necesaria en absoluto. Las ideas de Vries fueron muy influyentes en las dos primeras décadas del siglo XX porque algunos pensaban que una teoría de la mutación podría explicar la súbita aparición de nuevas formas en el registro fósil y la investigación sobre Oenothera se extendió por todo el mundo. Algunos de sus críticos, incluyendo muchos naturalistas de campo, se preguntaron por qué ningún otro organismo parecía mostrar el mismo tipo de mutación rápida.
Morgan era un partidario de la teoría de la mutación de De Vries, y tenía la esperanza de reunir pruebas a favor de ella cuando comenzó a trabajar con la mosca de la fruta Drosophila melanogaster, en su laboratorio en 1907. Sin embargo, fue un investigador en ese laboratorio, Hermann Joseph Muller, quien determinó en 1918 que las nuevas variedades que Vries había observado en Oenothera fueron el resultado de los híbridos poliploides en lugar de la mutación genética rápida. Mientras que dudaban de la importancia de la selección natural, el trabajo de los genetistas como Morgan, Bateson, DeVries y otros de 1900-1915 estableció la genética mendeliana vinculada a la herencia cromosómica, que validó las críticas de August Weismann a la evolución neolamarckiana descontando la herencia de los caracteres adquiridos. El trabajo en el laboratorio de Morgan con Drosphila también socavaba el concepto de la ortogénesis, demostrando el carácter aleatorio de la mutación.

## Fin del eclipse
Durante el período 1916-1932, la disciplina de la genética de poblaciones desarrollada en gran parte a través del trabajo de los genetistas Ronald Fisher, Haldane y Sewall Wright. Su trabajo reconoció que la gran mayoría de las mutaciones producen pequeños efectos que sirven para aumentar la variabilidad genética de una población en lugar de crear nuevas especies en un solo paso, como asumían los saltacionistas, y fueron capaces de producir modelos estadísticos de la genética de poblaciones que incluían el concepto de Darwin de selección natural como motor de la evolución.
Los avances en el campo de la genética hicieron que muchos naturalistas de campo, como Bernhard Rensch y Ernst Mayr abandonaran las ideas neo-lamarckianas sobre la evolución en la década de 1930. A finales de la misma, los biólogos como Mayr y Theodosius Dobzhansky había sintetizado las ideas de la genética de poblaciones con el conocimiento de los naturalistas de campo sobre la cantidad de diversidad genética en las poblaciones silvestres, y la importancia de subpoblaciones genéticamente distintas —especialmente las subpoblaciones parcial o totalmente aisladas unas de otras por barreras geográficas— para comenzar la síntesis evolutiva moderna. En 1944, George Gaylord Simpson integró la paleontología en la síntesis por análisis estadístico de los registros fósiles para demostrar que era coherente con la evolución de ramificación no direccional predicha por la síntesis moderna, y en particular, que las tendencias lineales citadas por los primeros paleontólogos en apoyo del lamarckismo y la ortogénesis no resistían un análisis cuidadoso. Mayr escribió que al final la selección natural junto con la síntesis de mecanismos aleatorios como la deriva genética se habían convertido en la explicación universal para el cambio evolutivo.